# Бжезьниця (гміна, Жаганський повіт)
Гміна Бжезьниця (пол. Gmina Brzeźnica) — сільська гміна у північно-західній Польщі. Належить до Жаганського повіту Любуського воєводства.
Станом на 31 грудня 2011 у гміні проживало 3823 особи.

## Територія
Згідно з даними за 2007 рік площа гміни становила 122.23 км², у тому числі:
- орні землі: 59.00%
- ліси: 34.00%

Таким чином, площа гміни становить 10.80% площі повіту.

## Населення
Станом на 31 грудня 2011:
| Опис     | Загалом | Загалом | Чоловіки | Чоловіки | Жінки | Жінки |
| -------- | ------- | ------- | -------- | -------- | ----- | ----- |
| одиниця  | осіб    | %       | осіб     | %        | осіб  | %     |
| все      | 3823    | 100     | 1921     | 50.25    | 1902  | 49.75 |
| міське   | 0       | 100     | 0        |          | 0     |       |
| сільське | 3823    | 100     | 1921     | 50.25    | 1902  | 49.75 |

## Сусідні гміни
Гміна Бжезьниця межує з такими гмінами: Жаґань, Кожухув, Новоґруд-Бобжанський.